# Теорема Асколі — Арцела
Теорема Асколі — Арцела — одне з фундаментальних тверджень математичного аналізу, яке задає необхідні та достатні умови для того, що із заданої сім'ї дійснозначних неперервних функцій визначених на замкненому та обмеженому інтервалі можна виділити рівномірно збіжну підпослідовність (іншими словами — критерій компактності (відносної компактності) послідовності функцій у просторі {\displaystyle C[a,b]}).
Теорема була доведена приблизно в один і той же час італійськими математиками Джуліо Асколі, який встановив достатні умови компактності, та Чезаре Арцела, який встановив необхідні умови та остаточно сформулював результат.
Ця теорема використовується при доведенні багатьох тверджень у математиці, зокрема у теоремі Пеано про існування розв'язку задачі Коші для  звичайного диференціального рівняння першого порядку.

## Формулювання
| Нехай {\displaystyle {\mathcal {F}}=\{f_{n}\}_{n\in \mathbb {N} }} — деяка послідовність дійснозначних неперервних функцій визначених на замкненому та обмеженому інтервалі {\displaystyle [a,b]} дійсної прямої. З послідовності {\displaystyle {\mathcal {F}}} можна виділити збіжну підпослідовність тоді і тільки тоді, коли послідовність {\displaystyle \{f_{n}\}_{n\in \mathbb {N} }} є рівномірно обмеженою та рівностепенево неперервною. |

Оскільки метричний простір компактний тоді і тільки тоді, коли будь-яка послідовність точок в ньому містить збіжну підпослідовність, і простір {\displaystyle C[a,b]} є повним, то теорему можна сформулювати наступним чином:
| Для того, щоб сім'я {\displaystyle {\mathcal {F}}} неперервних функцій визначених на відрізку {\displaystyle [a,b]} була відносно компактною в {\displaystyle C[a,b]} необхідно і достатньо, щоб ця сім'я була рівномірно обмеженою та рівностепенево неперервною. |

## Доведення
Для доведення теореми нам знадобляться деякі допоміжні означення та твердження.

### Допоміжні твердження та означення
Нехай {\displaystyle A} — деяка множина в метричному просторі {\displaystyle M} з метрикою {\displaystyle \rho }, а {\displaystyle \varepsilon } — деяке додатне число.
Множина {\displaystyle B\subset M} називається {\displaystyle \varepsilon }-сіткою для {\displaystyle A}, якщо для довільної точки {\displaystyle x\in A} знайдеться хоча б одна точка {\displaystyle b\in B} така, що
{\displaystyle \rho (x,b)\leqslant \varepsilon }.
Наприклад, множина точок з цілочисловими координатами утворює на площині {\displaystyle 1/{\sqrt {2}}}-сітку.
Множина {\displaystyle A} називається цілком (повністю) обмеженою, якщо для неї при довільному {\displaystyle \varepsilon >0} існує скінченна {\displaystyle \varepsilon }-сітка.
Справедливе наступне твердження:
Для того, щоб множина {\displaystyle A} повного метричного простору була відносно компактною в цьому просторі необхідно і достатньо, щоб вона була цілком обмеженою.
Отже, для доведення теореми нам необхідно показати, що рівностепенева неперервність та рівномірна обмеженість сім'ї функцій {\displaystyle {\mathcal {F}}} еквівалентна її повній обмеженості.

### Доведення теореми Асколі-Арцела[1]
Н е о б х і д н і с т ь. Нехай сім'я функцій {\displaystyle {\mathcal {F}}} цілком обмежена множина. Тоді для довільного {\displaystyle \varepsilon >0} в сім'ї {\displaystyle {\mathcal {F}}} існує скінченна {\displaystyle (\varepsilon /3)}-сітка {\displaystyle \varphi _{1},\varphi _{2},\dots ,\varphi _{k},}.
Оскільки кожна з функцій {\displaystyle \varphi _{i}} неперервна на відрізку {\displaystyle [a,b]}, то вона обмежена на цьому відрізку: {\displaystyle |\varphi _{i}|<K_{i}}, де {\displaystyle x\in [a,b]}.
Покладемо {\displaystyle K=\max _{i}K_{i}+\varepsilon /3}.
За означенням {\displaystyle (\varepsilon /3)}-сітки, для довільної функції {\displaystyle f\in {\mathcal {F}}} знайдеться хоча б одна функція {\displaystyle \varphi _{i}} така, що
{\displaystyle \rho (f,\varphi _{i})=\max _{x\in [a,b]}|f(x)-\varphi _{i}(x)|\leqslant \varepsilon /3}.
Звідки випливає, що
{\displaystyle |f(x)|\leqslant |\varphi _{i}(x)|+\varepsilon /3\leqslant K_{i}+\varepsilon /3\leqslant K}.
Отже, {\displaystyle {\mathcal {F}}} — рівномірно обмежена.
Тепер, оскільки кожна з функцій {\displaystyle \varphi _{i}} неперервна на {\displaystyle [a,b]}, то вона рівномірно неперервна на цьому відрізку. Тобто, для заданого
{\displaystyle (\varepsilon /3)} знайдеться таке {\displaystyle \delta _{i}=\delta _{i}(\varepsilon )}, що
{\displaystyle |\varphi _{i}(x_{1})-\varphi _{i}(x_{2})|<\varepsilon /3}
якщо тільки {\displaystyle |x_{1}-x_{2}|<\delta _{i}}.
Покладемо {\displaystyle \delta =\min _{i}\delta _{i}}.
Для довільної функції {\displaystyle f\in {\mathcal {F}}} виберемо {\displaystyle \varphi _{i}} так, щоб {\displaystyle \rho (f,\varphi _{i})\leqslant \varepsilon /3}.
Тоді для довільних точок {\displaystyle x_{1},x_{2}\in [a,b]} таких, що {\displaystyle |x_{1}-x_{2}|<\delta } матиме місце нерівність
{\displaystyle |f(x_{1})-f(x_{2})|\leqslant |f(x_{1})-\varphi _{i}(x_{1})|+|\varphi _{i}(x_{1})-\varphi _{i}(x_{2})|+|\varphi _{i}(x_{2})-f(x_{2})|<\varepsilon /3+\varepsilon /3+\varepsilon /3=\varepsilon }.
Як бачимо величина {\displaystyle \delta } залежить тільки від вибору {\displaystyle \varepsilon } і не залежить від вибору точок {\displaystyle x_{1},x_{2}} для довільної функції з {\displaystyle {\mathcal {F}}}. Іншими словами, {\displaystyle {\mathcal {F}}} — рівностепенево неперервна.
Отже, з повної обмеженості випливає рівностепенева неперервність та рівномірна обмеженість.
Тепер покажемо зворотне твердження.
Д о с т а т н і с т ь. Нехай {\displaystyle {\mathcal {F}}} — рівностепенево неперервна та рівномірно обмежена сім'я функцій.
Зафіксуємо {\displaystyle \varepsilon >0}. Нехай {\displaystyle K} — стала, яка входить в означення рівномірної обмеженості, а {\displaystyle \delta >0} — величина з означення рівностепеневої неперервності, яка відповідає {\displaystyle \varepsilon /5}. Іншими словами
{\displaystyle |f(x)|\leqslant K,\quad \forall f\in {\mathcal {F}},}
{\displaystyle |f(x_{1})-f(x_{2})|<\varepsilon /5,\quad |x_{1}-x_{2}|<\delta ,\quad \forall f\in {\mathcal {F}}.}
Розглянемо прямокутник {\displaystyle [a,b]\times [-K,K]} і розіб'ємо його вертикальними и горизонтальними прямими на прямокутні клітинки розміром менше ніж {\displaystyle \delta } по горизонталі і {\displaystyle \varepsilon /5} — по вертикалі. Нехай {\displaystyle x_{1}}, {\displaystyle x_{2}}, {\displaystyle \dots } , {\displaystyle x_{N}} — вузли отриманої решітки по осі абсцис.
Якщо розглянути довільну функцію {\displaystyle f\in {\mathcal {F}}}, то для кожного вузла {\displaystyle x_{i}} решітки обов'язково знайдеться така точка {\displaystyle (x_{i},y_{j})} решітки, что {\displaystyle |f(x_{i})-y_{j}|<\varepsilon /5}. Це випливає з проведеної побудови решітки. Розглянемо ламану функцію (лінію) {\displaystyle \varphi }, яка в вузлах решітки приймає значення, які відхиляються від функції {\displaystyle f} не більш ніж на {\displaystyle \varepsilon /5}, тобто
{\displaystyle |f(x_{i})-\varphi (x_{i})|<\varepsilon /5}.
Оскільки за побудовою {\displaystyle |f(x_{i})-\varphi (x_{i})|<\varepsilon /5,\,\,|f(x_{i+1})-\varphi (x_{i+1})|<\varepsilon /5,\,\,|f(x_{i})-f(x_{i+1})|<\varepsilon /5}, то
{\displaystyle |\varphi (x_{i})-\varphi (x_{i+1})|<3\varepsilon /5.}
Нехай {\displaystyle x} — довільна точка відрізка {\displaystyle [a,b]}. Вона знаходиться в деякому інтервалі, скажімо, {\displaystyle [x_{k},x_{k+1}]}, побудованого розбиття. Оцінимо відхилення функції {\displaystyle f} від побудованої ламаної {\displaystyle \varphi } в цій точці.
{\displaystyle |f(x)-\varphi (x)|\leqslant |f(x)-f(x_{k})|+|f(x_{k})-\varphi (x_{k})|+|\varphi (x_{k})-\varphi (x)|<\varepsilon /5+\varepsilon /5+3\varepsilon /5=\varepsilon }.
Тобто, таким чином побудовані ламані утворюють {\displaystyle \varepsilon }-сітку сім'ї функцій {\displaystyle {\mathcal {F}}}. Кількість всіх ламаних, яких можна побудувати на отриманій решітці при заданому {\displaystyle \varepsilon >0} очевидно скінченна. Звідси отримуємо, що {\displaystyle {\mathcal {F}}} — цілком обмежена.
Доведення завершено.

## Узагальнення
Твердження теореми Асколі — Арцела безпосередньо узагальнюється на випадок неперервних функцій, заданих на компакті, які діють в повний метричний простір.
Нехай {\displaystyle (X,\rho _{X})} і {\displaystyle (Y,\rho _{Y})} — повні компактні метричні простори з метриками {\displaystyle \rho _{X}} і {\displaystyle \rho _{Y}} відповідно. 
Нехай {\displaystyle C(X,Y)} — множина всіх неперервних відображень {\displaystyle f:X\rightarrow Y}. Введемо в  {\displaystyle C(X,Y)} метрику {\displaystyle {\bar {\rho }}} у наступний спосіб
{\displaystyle {\bar {\rho }}(f,g)=\sup _{x\in X}\rho _{Y}(f(x),g(x)),\quad f,g\in C(X,Y).}
Множина {\displaystyle C(X,Y)} з метрикою {\displaystyle {\bar {\rho }}} є повним метричним простором.
Справедлива наступна узагальнена теорема Асколі — Арцела
| Для того, щоб сім'я {\displaystyle {\mathcal {F}}\subset C(X,Y)} неперервних функцій була відносно компактною в {\displaystyle C(X,Y)} необхідно і достатньо, щоб сім'я {\displaystyle {\mathcal {F}}} була рівностепенево неперервною. |

Зауваження. Вимога рівномірної обмеженості тут забезпечується компактністю простору {\displaystyle Y}.